# Joseph Schauers
Joseph Anthony "Joe" Schauers (født 27. maj 1909 i Philadelphia, død 18. oktober 1987 smst.) var en amerikansk roer og olympisk guldvinder.

## Rokarriere
Schauers roede for Pennsylvania Barge Club og roede sammen med Charles Kieffer og styrmand Edward Jennings i toer med styrmand. Denne besætning stillede op ved OL 1932 i Los Angeles, hvor kun fire både deltog, hvorfor der kun blev afholdt ét (finale)heat. Her var amerikanerne overlegne og vandt med mere end fem sekunder ned til den polske båd på andenpladsen, mens franskmændene fik bronze, yderligere ti sekunder bagud.

## OL-medaljer
- 1932:  Guld i toer med styrmand